# Bańki
Bańki is een plaats in het Poolse district  Bielski (Podlachië), woiwodschap Podlachië. De plaats maakt deel uit van de gemeente Bielsk Podlaski en telt 130 inwoners.